# Happiness, Like Water
Happiness, Like Water es una colección de cuentos de la escritora nigeriano-estadounidense Chinelo Okparanta publicados por primera vez el 13 de agosto de 2013 por Mariner Books, un sello de la editorial HarperCollins. Ganó en 2014 el Premio Literario Lambda de Ficción Lésbica.

## Resumen
Okparanta se trasladó a vivir a Estados Unidos con sus padres cuando tenía diez años y fue criada como Testigo de Jehová. Happiness, Like Water está compuesta por una colección de diez historias en las que quedan reflejadas sus experiencias personales.
La antología recopila historias sobre mujeres nigerianas en Estados Unidos o en Nigeria, que viven en un entorno racista, sexista y homófobo. Relatos basados en las tradiciones en la Nigeria natal de Okparanta, la religión y su experiencia como inmigrante en Estados Unidos que giran en torno a la homosexualidad, el racismo, la relación entre madres e hijas, la diversidad sexual en Nigeria o los abusos.

## Reconocimientos
Happiness, Like Water fue elegida Editor's Choice por The New York Times Book Review el 20 de septiembre de 2013. La colección también fue catalogada como una de las mejores ficciones africanas de 2013 por The Guardian. En 2014 ganó el Premio Literario Lambda de Ficción Lésbica, y en diciembre de ese mismo año fue anunciada como finalista del Premio Etisalat de Literatura de Nigeria.